# Clomot
Clomot ist eine französische Gemeinde mit 121 Einwohnern (Stand 1. Januar 2022) im Département Côte-d’Or in der Region Bourgogne-Franche-Comté. Sie gehört zum Arrondissement Beaune und zum Kanton Arnay-le-Duc.
Nachbargemeinden sind Châtellenot im Norden, Essey im Osten, Le Fête im Südosten, Mimeure im Süden, Jouey im Südwesten und Allerey und Arconcey im Westen.

## Bevölkerungsentwicklung
| Jahr                       | 1962 | 1968 | 1975 | 1982 | 1990 | 1999 | 2008 | 2015 |
| -------------------------- | ---- | ---- | ---- | ---- | ---- | ---- | ---- | ---- |
| Einwohner                  | 152  | 152  | 141  | 130  | 122  | 123  | 98   | 132  |
| Quellen: Cassini und INSEE |      |      |      |      |      |      |      |      |

## Sehenswürdigkeiten

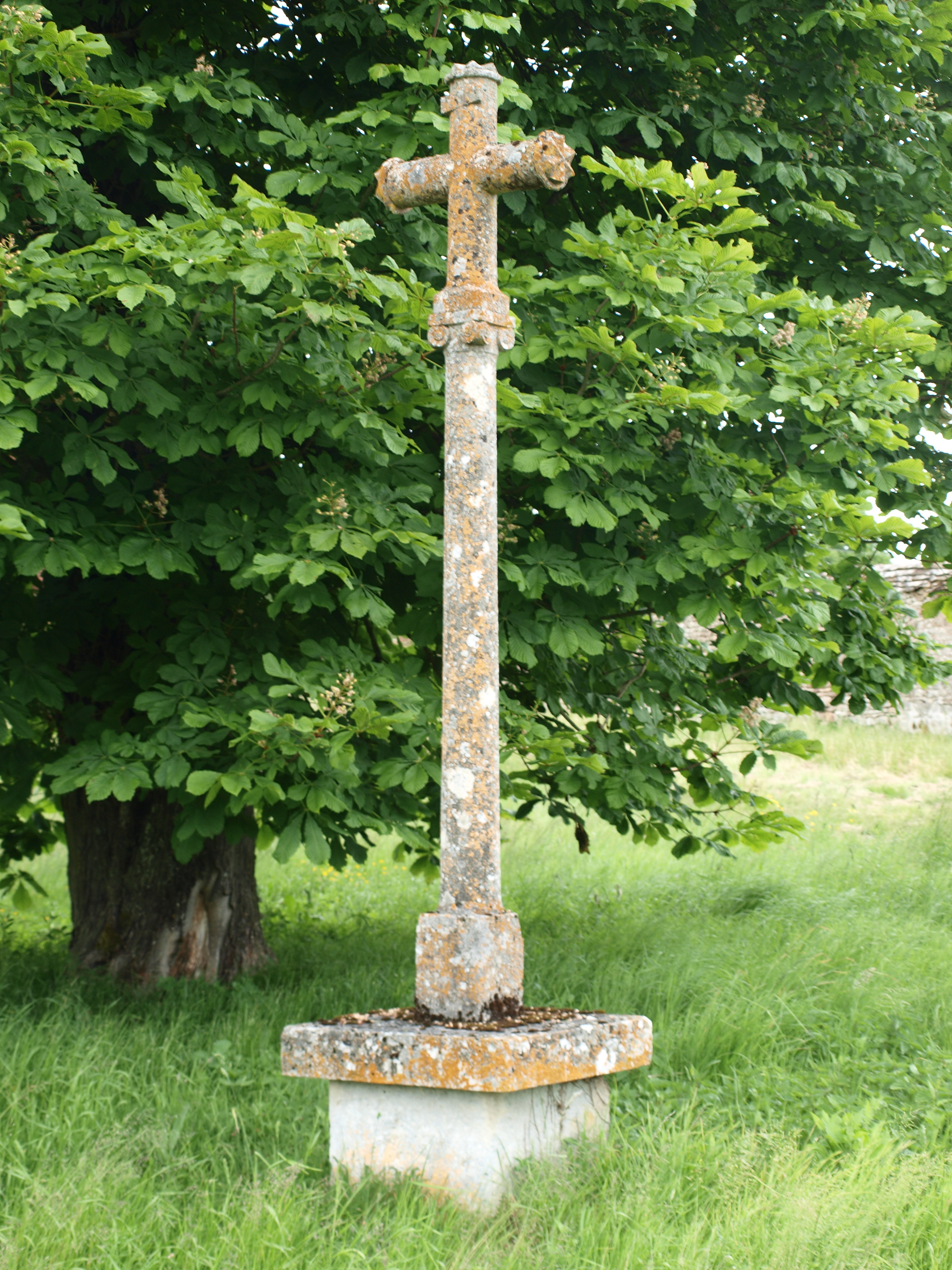
Eines der Flurkreuze in Clomot
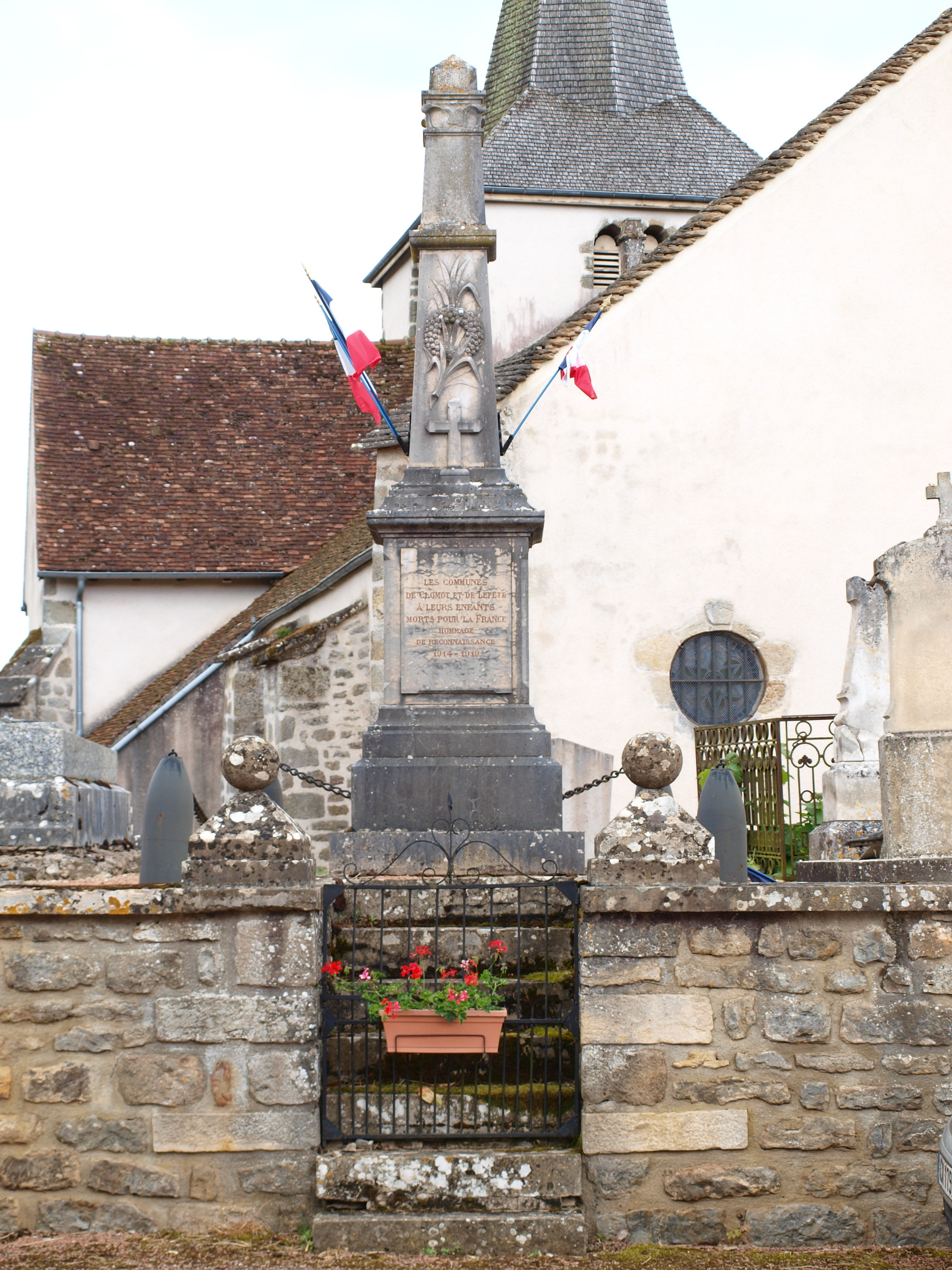
Kriegerdenkmal
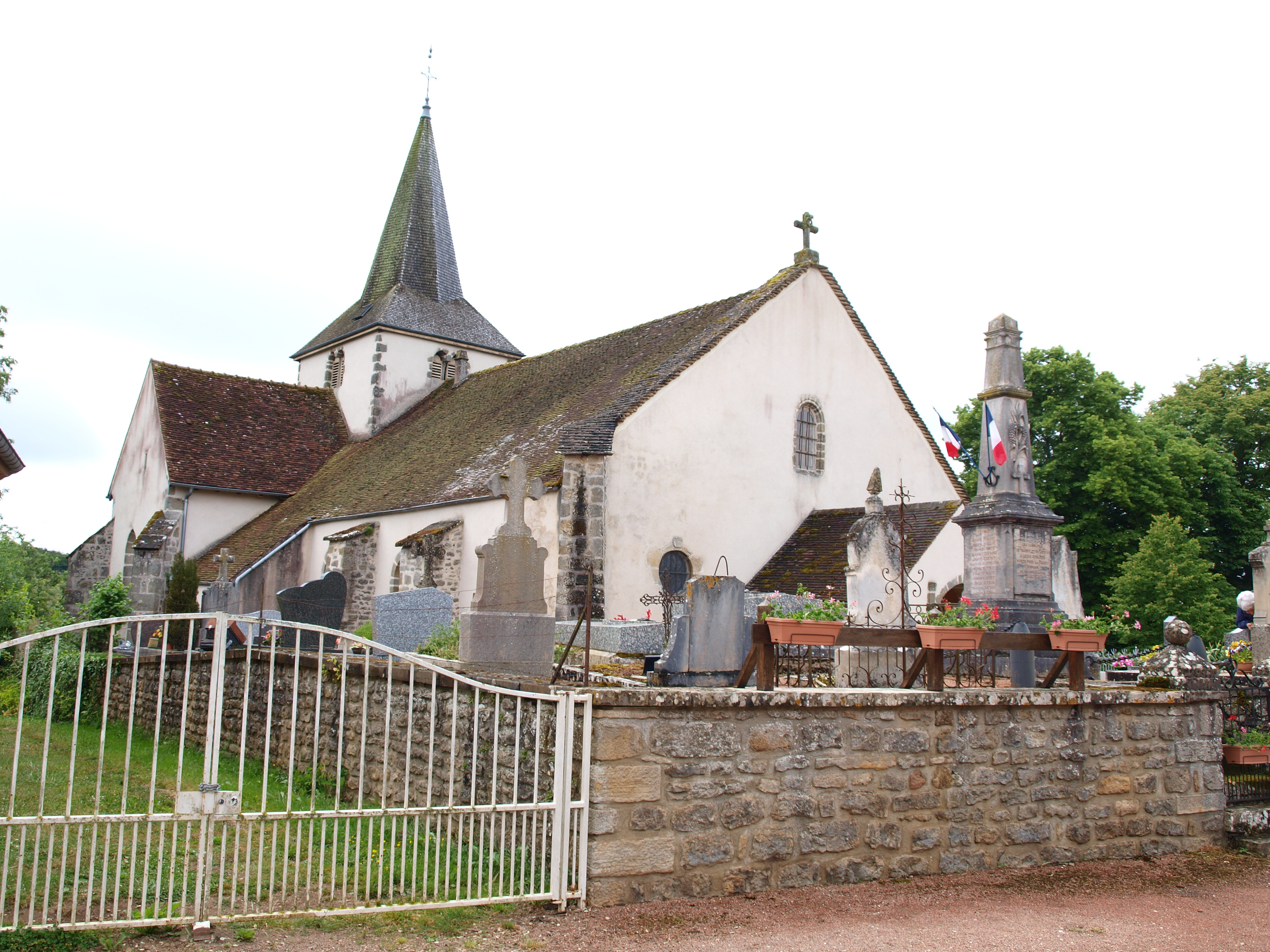
Kirche Saint-Médard, seit 1925 ein Monument historique